# Vanneaugobius canariensis
Vanneaugobius canariensis é uma espécie de peixe da família Gobiidae e da ordem Perciformes.

## Morfologia
- Os machos podem atingir 4,3 cm de comprimento total.[4][5]

## Habitat
É um peixe marítimo, de clima tropical e demersal que vive entre 9–45 m de profundidade.

## Distribuição geográfica
É encontrado no Oceano Atlântico oriental: Madeira, nas Ilhas Canárias e Guiné.

## Observações
É inofensivo para os humanos.